# Andreas Stihl Kereskedelmi Kft.
Az Andreas Stihl Kereskedelmi Kft. egy Magyarországon működő, a Stihl International Gmbh tulajdonában lévő korlátolt felelősségű társaság.

## Története
1991.  június 7-én alapította a Stihl International GmbH magyarországi leányvállalatát az Andreas Stihl Kereskedelmi Kft.-t; a cég nyolc alkalmazottal indult. A vállalkozás STIHL és VIKING márkájú mezőgazdasági, erdészeti és kerti gépek önálló kereskedelmével foglalkozik.
Magyarországon 300 STIHL szakkereskedés és 140 szakszerviz található. 2001-ben 3620 négyzetméteres – zöldmezős beruházás keretében – raktár-és irodakomplexumot épített, amit 2007-ben újra kibővített.
1991. évi 102 millió forintos forgalma 2006-ra 5,4 milliárd forintra növekedett.[forrás?]
Az Andreas Stihl Kft. STIHL márkanevű termékei Magyarországon a motorfűrész és benzinüzemű fűkasza szegmensében, valamint a motorfűrész-vezetőlemezek és láncok értékesítési területén piacvezető.[forrás?]
Magyarországon a hétköznapi életben a Stihl névvel jelölik a motorfűrészeket („stílfűrész”).
A cég szabadidős termékeket is forgalmaz Timbersports néven.

## Termékek
STIHL termékek
- Motorfűrészek és magassági ágnyesők
- Motoros fűszegélynyírók és kaszák
- Kombirendszer
- Sövénynyírók és sövényvágók
- Fúvó- és szívógépek
- Permetezőgépek és kézi permetezők
- Vágótárcsás gépek, talajfúrók

VIKING termékek (A STIHL gyártási programjában)
- fűnyírók
- fűnyíró traktorok
- kerti komposztáló-aprító gépek
- motoros kapák
- gyepszellőztetők